# Vardanes III Mamicônio
Vardanes III (em latim: Vardanes; em grego: Βαρδάνης, Bardánēs; em armênio: Վարդան, Vardan; em parta: *Vardān) foi um príncipe armênio do século VI da família Mamicônio que ostentou o título de asparapetes (comandante-em-chefe).

## Nome
Vardanes (Βαρδάνης, Bardánēs) ou Vardânio (em latim: Vardanius; em grego: Βαρδάνιος, Bardánios) é a forma latina do persa médio Vardã (*Wardān), que pode ter derivado do parta vard- (em iraniano antigo *vr̥da-), "rosa", ou do iraniano antigo vard-, "virar". Foi registrado em grego como Ordanes (Ὀρδάνης, Ordánēs), Ordones (Ὀρδωνης, Ordōnēs) e Uardanes (Οὐαρδάνες, Ouardánēs), em aramaico de Hatra (wrdn) e armênio como Vardã (Վարդան, Vardan) e em georgiano como Vardã (em georgiano: ვარდან), Vardan) e Vardém (ვარდენ, Varden). Durante o Império Bizantino, por vezes foi usado como sinônimo do aparentado Bardas, a helenização do armênio Varde.

## Família
Vardanes era filho de Vasaces e irmão de Gregório. O irmão e o pai eram nobres de origem armênia citados por Procópio. O autor, na verdade, fala de Artabanes, general da família arsácida que era cunhado de Vasaces, um general entre 539 e 542, e tio de Gregório, um capitão em 546. Christian Settipani identificou Vasaces e Gregório, respectivamente, como pai e irmão de Vardanes. Também se sabe que era irmão de Manuel II.

## Biografia

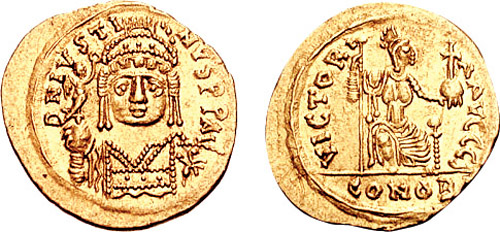
Soldo de r.

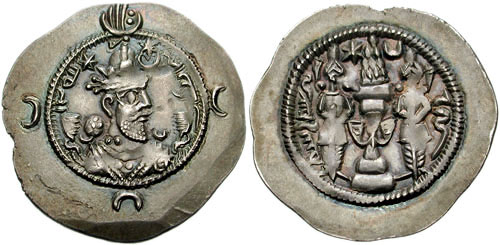
Dracma de r.

Vardanes aparece pela primeira vez numa carta do católico Narses II (r. 548/9–557/8), onde estão listados os inscritos ao segundo concílio de Dúbio em 555. No verão de 571 (ou início de 572), após o marzobã Surena assassinar seu irmão Manuel, rebelou-se abertamente com Vardes contra a autoridade do Império Sassânida sobre a Armênia. Foram apoiados pelos ibérios de Gurgenes I e pelo imperador Justino II (r. 565–578), com quem os persarmênios haviam firmado uma aliança secreta em 570. Em 2 de fevereiro de 572, Vardanes assassinou Surena em Dúbio e enviou sua cabeça ao general bizantino Justiniano em Teodosiópolis.
Justiniano participou na defesa de Dúbio contra a investida persa, mas apesar dos esforços rebeldes, a fortaleza caiu e Vardanes e seus apoiantes foram obrigados a se refugiar em Constantinopla, onde comungaram com os bizantinos em Santa Sofia. Ainda em 572, Dúbio foi recuperada pelos rebeldes após uma investida bizantino-armênia bem-sucedida liderada por Justiniano e Vardanes. No entanto, atritos surgiriam entre Justiniano e armênios, pois os bizantinos incendiaram a Igreja de São Gregório, o Iluminador de Dúbio, que foi utilizada pelos persas como armazém.
Em 573, Vardanes lutou com o exército de 20 mil persas liderado por Mirranes Mirabandaces na Batalha de Calamaque, em Taraunitis, onde saiu vitorioso e conseguiu capturar os elefantes inimigos. No outono de 575, lutou ao lado de Justiniano e Curs contra o próprio xá Cosroes I (r. 531–579) perto de Melitene e o derrotou. No mesmo ano, quando um armistício foi selado, a Armênia voltou para o controle persa e Vardanes e seus aliados (incluindo o católico João II) foram obrigados a se assentar na Anatólia Ocidental. É possível que tenha havido várias tensões, já que inúmeras vezes nas fontes gregas menciona-se personagens de nome Vardanes.